# Serveur de clés
En sécurité informatique, un serveur de clés est un serveur qui :
- reçoit des clés de chiffrement de leurs propriétaires ;
- emmagasine ces clés ;
- puis les distribue aux utilisateurs ou programmes qui veulent communiquer de façon chiffrée avec les propriétaires des clés.

Les clés gérées par un serveur de clés sont en général des certificats numériques contenant non seulement une clé de chiffrement, mais aussi des informations d'identité permettant de reconnaître le propriétaire de la clé.
Les formats de certificat les plus courants sont : le format OpenPGP, le format de certificat X.509 et le format PKCS.
Les clés de chiffrement fournies par un serveur de clés sont presque toujours des clés publiques utilisées dans des opérations de cryptographie asymétrique (chiffrement et/ou signature numérique).